# Drepanosticta siebersi
Drepanosticta siebersi är en trollsländeart som beskrevs av Fraser 1926. Drepanosticta siebersi ingår i släktet Drepanosticta och familjen Platystictidae. Inga underarter finns listade i Catalogue of Life.